# Israël op het Eurovisiesongfestival 2009
Israël nam deel aan het Eurovisiesongfestival 2009 gehouden in Moskou, Rusland. De zangeressen Noa & Mira Awad eindigde in de finale op de zestiende plaats met het liedje There must be another way.

## Nationale selectie
Op 14 februari 2008 maakte de zender IBA bekend dat zangeressen Noa & Mira Awad naar Moskou zou afreizen om Israël te vertegenwoordigen tijdens het Eurovisiesongfestival 2009. Het zou voor de eerste keer in de geschiedenis dat een Israëlische en Arabische artieste samen op een podium.
Tijdens KDam2009 werd bepaald welk lied zou worden gezongen.

| Volgorde | Artiest           | Lied                        | Punten | Plaats |
| -------- | ----------------- | --------------------------- | ------ | ------ |
| 1        | Noa and Mira Awad | "Second Chance"             | 32     | 4th    |
| 2        | Noa and Mira Awad | "Faith in the Light"        | 72     | 3rd    |
| 3        | Noa and Mira Awad | "Will You Dance With Me"    | 84     | 2nd    |
| 4        | Noa and Mira Awad | "There Must Be Another Way" | 112    | 1st    |

## In Moskou
In de eerste halve finale trad Israël als tiende van 18 landen aan , na Turkije en voor Bulgarije. Het land behaalde een 7de plaats, met 75 punten, wat voldoende was om de finale te bereiken.
België had 3 punten over voor deze inzending en Nederland zat in de andere halve finale.
In de finale moest men aantreden als tweede van 25 landen aan , na Litouwen en voor Frankrijk. Het land behaalde een 16de plaats, met 53 punten.
België en Nederland hadden respectievelijk 8 en 0 punten over voor deze inzending.

### Gekregen punten

#### Halve Finale 1
| 12 punten                              | 10 punten                                    | 8 punten                      | 7 punten  | 6 punten                                |
| -------------------------------------- | -------------------------------------------- | ----------------------------- | --------- | --------------------------------------- |
|                                        |                                              | - Andorra                     | - Armenië | - Finland - IJsland - Zweden            |
| 5 punten                               | 4 punten                                     | 3 punten                      | 2 punten  | 1 punt                                  |
| - Duitsland - Montenegro - Zwitserland | - Bulgarije - Malta - Tsjechië - Wit-Rusland | - België - Roemenië - Turkije |           | - Noord-Macedonië - Verenigd Koninkrijk |

#### Finale
| 12 punten             | 10 punten               | 8 punten                         | 7 punten  | 6 punten              |
| --------------------- | ----------------------- | -------------------------------- | --------- | --------------------- |
|                       | - Frankrijk             | - België - Bosnië en Herzegovina | - Andorra |                       |
| 5 punten              | 4 punten                | 3 punten                         | 2 punten  | 1 punt                |
| - Estland - Slowakije | - Montenegro - Tsjechië |                                  |           | - Oekraïne - Tsjechië |

| Jury punten finale                                       | Jury punten finale | Jury punten finale             | Jury punten finale              | Jury punten finale                |
| 12 punten                                                | 10 punten          | 8 punten                       | 7 punten                        | 6 punten                          |
| -------------------------------------------------------- | ------------------ | ------------------------------ | ------------------------------- | --------------------------------- |
| - België - Bosnië en Herzegovina - Frankrijk - Slowakije |                    | - Tsjechië                     | - Estland                       | - Andorra - Montenegro - Oekraïne |
| 5 punten                                                 | 4 punten           | 3 punten                       | 2 punten                        | 1 punt                            |
| - Zwitserland                                            | - Servië           | - Duitsland - Malta - Portugal | - Nederland - Roemenië - Spanje | - Finland - Wit-Rusland           |

| Televoting punten finale | Televoting punten finale | Televoting punten finale | Televoting punten finale | Televoting punten finale |
| 12 punten                | 10 punten                | 8 punten                 | 7 punten                 | 6 punten                 |
| ------------------------ | ------------------------ | ------------------------ | ------------------------ | ------------------------ |
|                          |                          |                          | - Andorra - Frankrijk    |                          |
| 5 punten                 | 4 punten                 | 3 punten                 | 2 punten                 | 1 punt                   |
|                          |                          |                          |                          | - Albanië                |

### Punten gegeven door Israël

#### Halve Finale 1
Punten gegeven in de halve finale:
| 12 punten | IJsland               |
| 10 punten | Armenië               |
| 8 punten  | Roemenië              |
| 7 punten  | Zweden                |
| 6 punten  | Turkije               |
| 5 punten  | Malta                 |
| 4 punten  | Wit-Rusland           |
| 3 punten  | Bosnië en Herzegovina |
| 2 punten  | Portugal              |
| 1 punt    | Montenegro            |

#### Finale
Punten gegeven in de finale:
| 12 punten | Noorwegen           |
| 10 punten | IJsland             |
| 8 punten  | Armenië             |
| 7 punten  | Rusland             |
| 6 punten  | Azerbeidzjan        |
| 5 punten  | Frankrijk           |
| 4 punten  | Verenigd Koninkrijk |
| 3 punten  | Turkije             |
| 2 punten  | Oekraïne            |
| 1 punt    | Moldavië            |

| 12 punten | IJsland               |
| 10 punten | Noorwegen             |
| 8 punten  | Frankrijk             |
| 7 punten  | Turkije               |
| 6 punten  | Armenië               |
| 5 punten  | Verenigd Koninkrijk   |
| 4 punten  | Moldavië              |
| 3 punten  | Kroatië               |
| 2 punten  | Malta                 |
| 1 punt    | Bosnië en Herzegovina |

| 12 punten | Noorwegen           |
| 10 punten | Rusland             |
| 8 punten  | Azerbeidzjan        |
| 7 punten  | IJsland             |
| 6 punten  | Oekraïne            |
| 5 punten  | Armenië             |
| 4 punten  | Estland             |
| 3 punten  | Roemenië            |
| 2 punten  | Verenigd Koninkrijk |
| 1 punt    | Moldavië            |

1973 · 1974 · 1975 · 1976 · 1977 · 1978 · 1979 · 1980 · 1981 · 1982 · 1983 · 1984 · 1985 · 1986 · 1987 · 1988 · 1989 · 1990 · 1991 · 1992 · 1993 · 1994 · 1995 · 1996-1997 · 1998 · 1999 · 2000 · 2001 · 2002 · 2003 · 2004 · 2005 · 2006 · 2007 · 2008 · 2009 · 2010 · 2011 · 2012 · 2013 · 2014 · 2015 · 2016 · 2017 · 2018 · 2019 · 2020 · 2021 · 2022 · 2023 · 2024 · 2025